# Tivoli (Aachen)
Der Tivoli ist ein Fußballstadion im Sportpark Soers im nordrhein-westfälischen Aachen auf dem ehemaligen Gut Tivoli.
Seit der Saison 2009/10 ist es die Heimat des Fußballvereins Alemannia Aachen. Am 28. Januar 2015 kaufte die Stadt Aachen das für 50 Millionen Euro errichtete Stadion für den symbolischen Preis von einem Euro von der Alemannia ab.
Der Stadionname stammt vom Sportplatz Tivoli sowie der nordwestlich des Lousbergs gelegenen früheren Villa Tivoli, die im 19. Jahrhundert dem Fotografen Jacob Wothly gehört hatte.

## Lage
Der Tivoli liegt in der Soers am nördlichen Rand der Innenstadt an der Krefelder Straße 205 (B 57) in unmittelbarer Nähe zum alten Tivoli, der bis zum Ende der Saison 2008/09 die Spielstätte von Alemannia Aachen war.

## Geschichte
Die Stadt Aachen, der damalige Oberbürgermeister Jürgen Linden und der Verein Alemannia Aachen planten seit ca. 2004 den Bau eines neuen Stadions. Obwohl zunächst ein Neubau in der Nähe des Flugplatzes Aachen-Merzbrück vorgeschlagen worden war, wurde im Mai 2006 ein Bau am alten und historischen Standort beschlossen, nachdem sich Fans und Bürger für eine Lösung innerhalb der Stadtgrenzen eingesetzt hatten. Das Projekt war und ist trotzdem vor allem unter langjährigen Fans der Alemannia sowie den Aachener Bürgern umstritten. Darüber hinaus arbeiteten die organisierten Fans und Fangruppen zwei Positionspapiere mit realistischen und umsetzbaren Wünschen und Anforderungen an einen Stadionneubau aus, welche beim Bau auch weitgehend berücksichtigt und umgesetzt wurden. So befinden sich beispielsweise die steilen Tribünen so nah wie nach den geltenden UEFA-Regularien nur irgendmöglich am Spielfeld. Die erste Zuschauerreihe ist daher nur 80 cm über dem Spielfeldniveau erhöht und der Abstand zum Spielfeld beträgt an den Seiten nur 6 m, hinter den Toren 7,5 m. Das markante gelbe Metalldach des Stadions ist zur Förderung einer lauten Akustik sehr tief angeordnet und liegt nicht wie sonst üblich oben auf der Tragkonstruktion auf, sondern befindet sich stattdessen darunter. Die Stadionarchitektur des Tivolis ist klar, einfach und puristisch gehalten und orientiert sich in Teilen an seinem Vorgänger, dem alten Tivoli in Aachen.
Im September 2007 wurde das Ausschreibungsverfahren abgeschlossen, bei dem der Verein unter anderem den Fans, Vereinsmitgliedern und Bürgern der Stadt nach einer Vorauswahl drei Bieterentwürfe öffentlich zur Abstimmung vorschlug. Als Sieger des Verfahrens ging die Hellmich-Gruppe aus Dinslaken hervor, die bereits mehrere Fußballstadien gebaut hatte. Der klar favorisierte Entwurf stammt vom Architekten Stefan Nixdorf (Büro agn Niederberghaus & Partner).
Im Februar 2008 begannen schließlich mit dem Fällen von Bäumen auf dem Gelände des Post-Telekom-Sportverein Aachen die Vorarbeiten. Der PTSV Aachen bekam 2007 ein Ersatzgrundstück am Eulersweg in Aachen. Der Spatenstich zum Bau der Arena erfolgte am 17. Mai 2008; die letzten Tribünenteile wurden Ende Februar 2009 eingesetzt. Bauherr, Eigentümer und Betreiber war die vom Verein dafür eigens gegründete Alemannia Aachen Stadion GmbH, die ein hundertprozentiges Tochterunternehmen der vereinseigenen Alemannia Aachen GmbH darstellt, die den Spielbetrieb des Profikaders leitet.

## Veranstaltungen

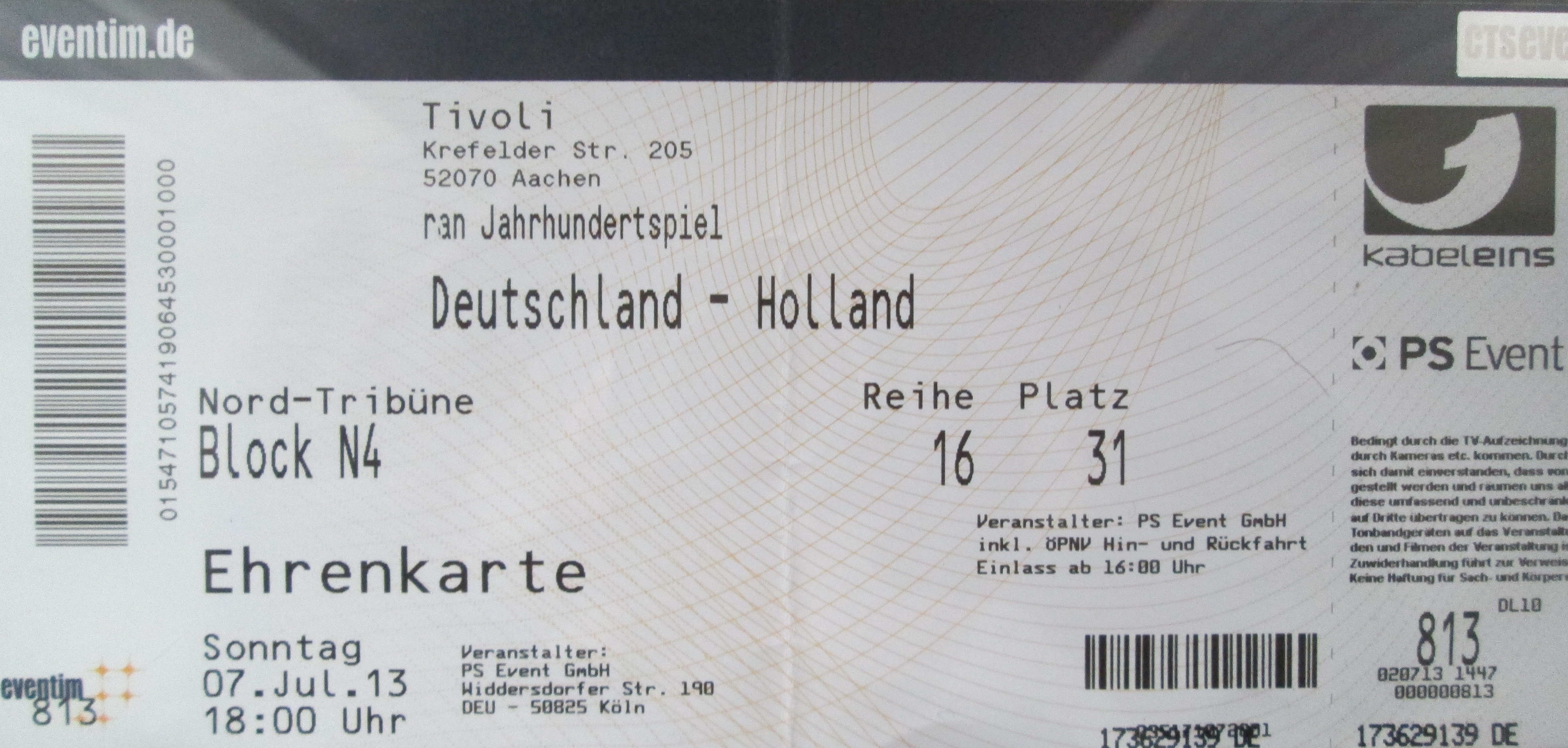
Eintrittskarte für das ran-Jahrhundertspiel zwischen Deutschland und den Niederlanden

Das Stadion wurde am 12. August 2009 mit einem Freundschaftsspiel gegen den belgischen Verein Lierse SK eröffnet. Das Spiel endete mit 2:2. Das erste Tor im neuen Stadion gelang dabei dem Lierser Mohamed El Gabas. Das erste Pflichtspiel fand fünf Tage später gegen den FC St. Pauli als Spiel der 2. Bundesliga statt. Die Partie endete mit einer 0:5-Niederlage und stellt damit die höchste Aachener Heimniederlage der Zweitliga-Geschichte der Alemannia dar. Das erste Pflichtspieltor im Stadion erzielte dabei kurioserweise der ehemalige Aachener Marius Ebbers. Zudem wurde die Partie durch einen Unglücksfall auf der Gästetribüne überschattet.
Das erste Länderspiel im Stadion wurde am 4. September 2009 zwischen der deutschen U-21-Nationalmannschaft und San Marino als Qualifikationsspiel für die U21-EM 2011 ausgetragen.
Am 13. Mai 2010 fand auf dem Tivoli ein Vorbereitungsspiel zur WM 2010 in Südafrika der deutschen Fußballnationalmannschaft gegen Malta statt. Die deutsche Elf siegte mit einem 3:0 (1:0).
Am 7. Juni 2011 spielte die deutsche Frauen-Nationalmannschaft gegen die Niederlande in einem Vorbereitungsspiel für die WM der Frauen 2011 in Deutschland. Das Spiel endete mit einem 5:0-Sieg für die DFB-Auswahl. Als Spielstätte für die WM 2011 wurde der Tivoli vom DFB nicht in die Bewerbung aufgenommen.
Am 3. Juli 2013 gab es eine Begegnung einer Auswahl von deutschen und niederländischen Fußballspielern beim ran-Jahrhundertspiel.
Am 14. April 2014 wurde der Tivoli als erstes Stadion in Deutschland mit einer FIFA-zertifizierten Torlinientechnologie, dem System GoalControl, ausgestattet.
Während der WM 2014 wurde bei allen Spielen der deutschen Fußballnationalmannschaft Public Viewing angeboten. Es wurde ausschließlich die überdachte Stehplatztribüne (Bitburger Wall) für ca. 5200 Zuschauer geöffnet.
Am 7. Februar 2015 kam es auf dem Tivoli zu einem Zuschauerrekord in der Regionalliga. Beim Spiel um Platz 1 in der Liga spielte die Alemannia gegen Rot-Weiss Essen vor ausverkauftem Haus, live übertragen im WDR Fernsehen. Die Heimmannschaft siegte 1:0.
In der Länderspielpause kam am 15. Oktober 2018 der damalige Tabellenführer der Bundesliga, Borussia Dortmund, zu einem Testspiel auf den Tivoli. Die Gäste gewannen das Spiel vor 15.500 Zuschauer mit einem klaren 4:0.
Am 5. Juni 2019 gastierte die DFB-Elf für die Vorbereitung auf die EM-Qualifikation gegen Belarus und Estland auf dem Tivoli. Es wurden zwei Mannschaften aus dem aktuellen Kader gebildet.
Am 10. August 2019 empfing Alemannia Aachen in der ersten Runde des DFB-Pokals 2019/20 vor 30.861 Zuschauern, davon ca. 3800 Gäste, Bayer 04 Leverkusen auf dem Tivoli. Die Gäste gewannen nach einer 2:0-Pausenführung am Ende mit 4:1.
Am 25. März 2022 gastierte die U21 Junioren-Nationalmannschaft zu einem Länderspiel gegen die U21 aus Lettland auf dem Tivoli. Vor 7718 Zuschauer siegte die Auswahl mit einem klaren 4:0 (3:0).
Am 21. Mai 2023 wurde ein Benefizspiel zwischen einer Ehemaligenmannschaft von Alemannia Aachen und Tek Yürek Europa zugunsten der Erdbebenopfer des Erdbebens in der Türkei ausgetragen. Hierbei kamen rund 80.000 € zusammen, die in den Aufbau von Schulen in der Erdbebenregion fließen.
Im Juni 2023 wurde bekanntgegeben, dass die Stadt dem Antrag des 1. FC Düren auf Stadionnutzung für die Regionalligasaison 2023/24 zustimmte. Der 1. FC Düren hätte ohne das Heimspielrecht am Tivoli keine Lizenz für die Fußball-Regionalliga West erhalten und wäre somit zwangsabgestiegen.  Hierzu kam es jedoch nicht, da die Aachener Polizei Sicherheitsbedenken äußerte. Der 1. FC Düren weicht daher bis zum Ende der Sanierungsarbeiten am eigenen Stadion, in das Stadion von FC Wegberg-Beeck aus.
Am 15. Juli 2023 wurde im Rahmen der Saisoneröffnung von Alemannia Aachen der Gebr. Kutsch Euregio Cup 2023 ausgetragen. Neben dem Sieger Alemannia Aachen nahmen der befreundete Verein Roda JC Kerkrade und Lommel SK teil.
Am 31. Oktober 2023 gab das American-Football-Team Cologne Centurions aus der European League of Football bekannt, in der Saison 2024 mindestens zwei Heimspiele im Tivoli auszutragen. Die Stadien in Köln sind während der Fußball-Europameisterschaft 2024 als Spielstätten oder als Base Camps belegt.
Die deutsche Fußballnationalmannschaft der Frauen hatte am 9. April 2024 ein Qualifikationsspiel zur Fußball-Europameisterschaft der Frauen 2025 gegen Island im Tivoli austragen. Das Spiel endete mit einem 3:1-Sieg für die DFB-Auswahl.

## Umfeld

Übersicht zur Lage des Tivolis im Sportpark Soers (Oktober 2006)

Die Stadt Aachen, der Aachen-Laurensberger Rennverein (Pferdesport und Veranstalter des CHIO) und Alemannia Aachen verabschiedeten ein integriertes Veranstaltungs- und Flächenmanagement für einen Sportpark Soers. Ein Großteil des zukünftigen Sportgeländes, darunter Parkplatz- und Grünflächen, wird mit dem Aachener Reitstadion zusammen genutzt. Der Sportpark befindet sich im Norden Aachens und ist über die B57 sowie die nah gelegene A4 gut mit dem Auto auch ohne Umweltzonen-Plakette zu erreichen.
Auf der Westseite des Stadions befindet sich eine Promenade mit einer großen Freitreppe, die z. B. für Public Viewing genutzt werden kann. Darüber hinaus schließen sich das Parkhaus Tivoli, fünf Trainingsplätze, davon zwei Kunstrasenplätze Alkmaar und Hafnarfjördur auf dem Dach des Parkhauses, sowie das Nachwuchsleistungszentrum unmittelbar an. Als weiterer Trainingsplatz steht das Kunstrasenspielfeld Athen zur Verfügung.
An der zur Krefelder Straße hin orientierten Ostfassade des Stadions befindet sich ein Fanshop und die Fankneipe mit dem selbstironischen Namen „Klömpchensklub“, welcher gleichzeitig ein traditioneller Spitzname für die Alemannia Aachen selber ist und liebenswert verniedlichend auf eine allgemeine Unprofessionalität im Klub anspielt. Darüber prangt der großdimensionierte, weithin sichtbare und abends beleuchtete Schriftzug mit dem Stadionnamen „TIVOLI“.

## Kapazität

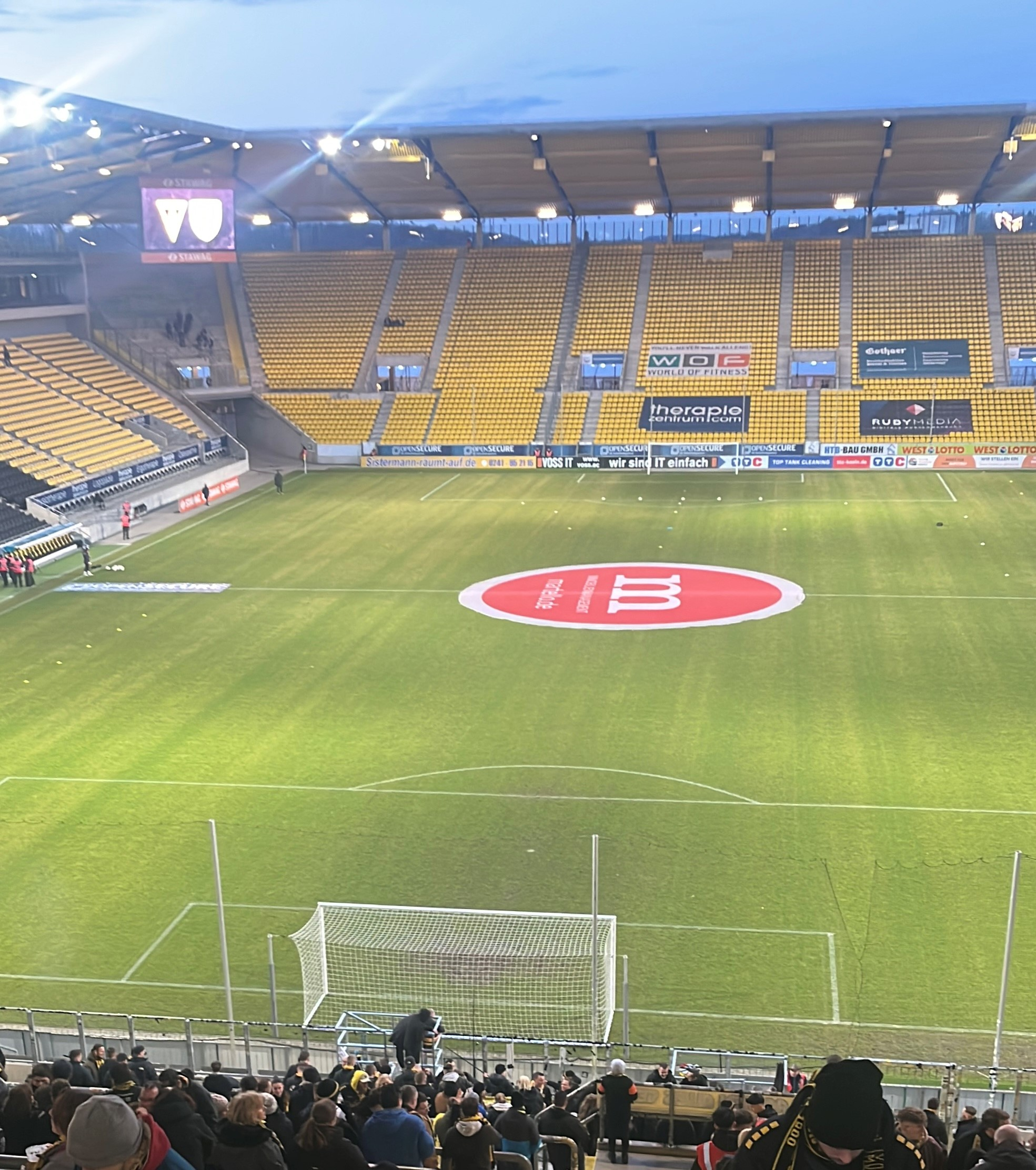
Blick von der Werner-Fuchs-Tribüne in Richtung Gästeblock bei Flutlicht (Mai 2023)

Das Stadion weist die UEFA-Kategorie 3 auf und besitzt eine Kapazität von 32.960 Plätzen auf, die sich wie folgt verteilen: 11.681 Stehplätze, davon allein 10.584 auf der Südtribüne, seit  August 2009 Bitburger Wall, ab Mitte 2018 Kaiserstädter Wall und seit Juli 2021 zu Ehren von Werner Fuchs in Werner-Fuchs-Tribüne umbenannt, 19.345 Sitzplätze, 1.348 Business-Seats, 28 Logen mit je zwölf Plätzen, 100 Behinderten-Plätze sowie 110 Presseplätze. Zusätzlich bieten zwei Eventlogen Raum für weitere 40 Gäste. Um den Service für behinderte Fans weiter zu verbessern, wurden von den Behindertenplätzen zehn Plätze für Sehbehinderte geschaffen, die das Geschehen auf dem Rasen mittels einer speziellen Sendetechnik von einem eigenen Reporter geschildert bekommen.
Für den Fall eines internationalen Spieles reduziert sich die Kapazität durch Umrüstung der Steh- in Sitzplätze auf 27.250 Plätze. Dieser Fall trat zum ersten Mal am 13. Mai 2010 beim Spiel der deutschen Nationalmannschaft gegen Malta ein.
| Kapazitäten | national | international |
| ----------- | -------- | ------------- |
| Stehplätze  | 11.681   | –             |
| Sitzplätze  | 19.345   | 25.316        |
| Sonstige    | 01.934   | 01.934        |
| Gesamt      | 32.960   | 27.250        |

## Rekorde
2015: Mit 30.313 Zuschauern das bis dahin bestbesuchte Spiel einer Regionalliga (Alemannia Aachen – Rot-Weiss Essen)
2024: Mit 31.034 Zuschauern das bestbesuchte Spiel einer Regionalliga (Alemannia Aachen – 1. FC Bocholt). Es war das erste Spiel, nachdem die Alemannia durch eine Niederlage des Wuppertaler SV bei Fortuna Köln wieder in die 3. Liga des deutschen Profifußballs aufgestiegen war.

## Namensrechte

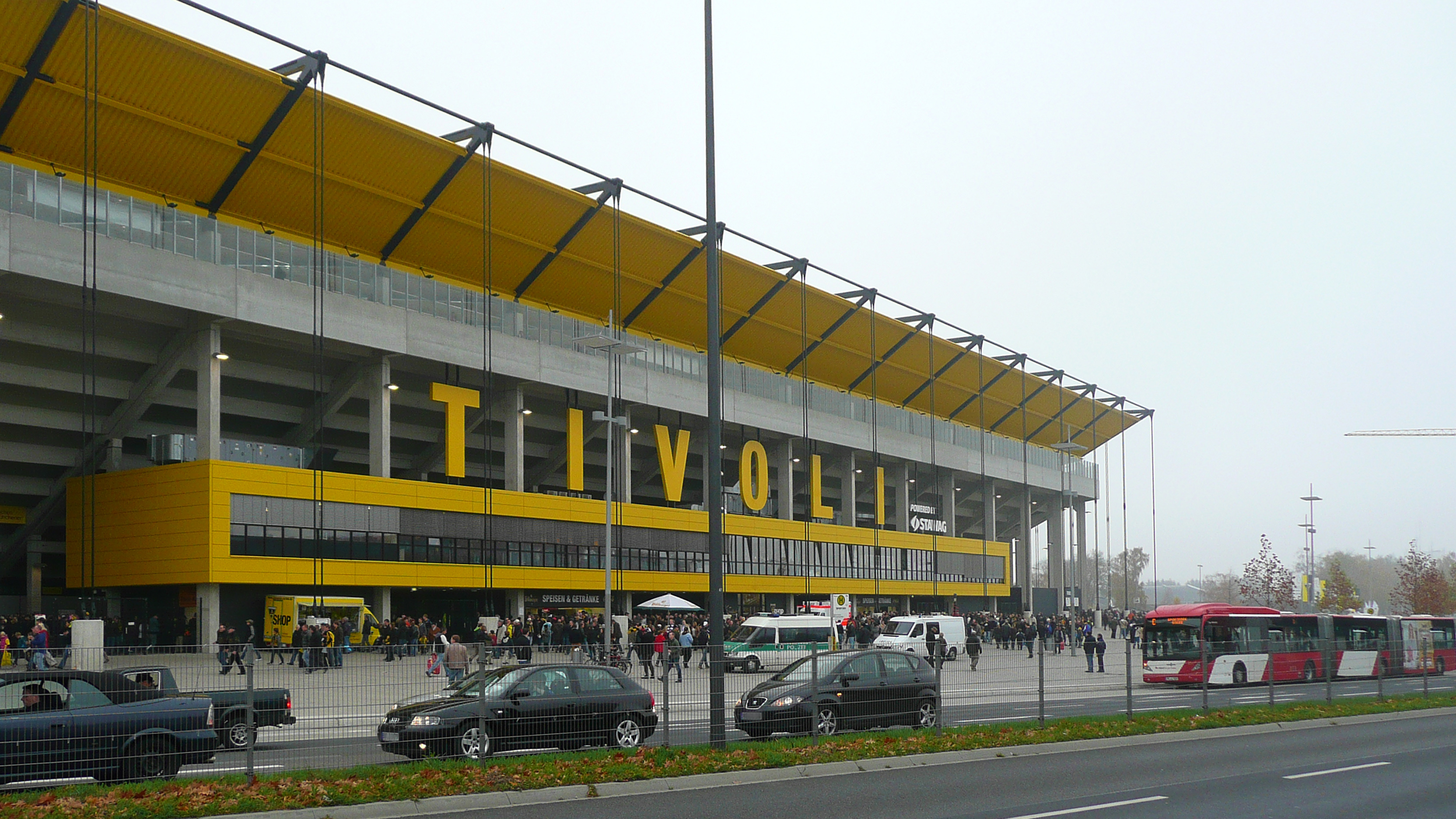
Stadion mit Tivoli-Schriftzug

Um den traditionellen Namen für das neue Stadion zu erhalten und die durch den Verzicht auf Verkauf der Namensrechte entgangenen Einnahmen zu kompensieren, wird auf die Eintrittspreise (bereits eingerechnet und nicht gesondert aufgeführt) ein Aufschlag von einem Euro erhoben, der sogenannte „Tivoligroschen“.
Zudem wurde eine als „Tivoli-Anleihe“ bezeichnete Inhaber-Schuldverschreibung aufgelegt, die sich in erster Linie an Vereinsanhänger richtete und in Stückelungen von 100, 200 und 500 Euro ausgegeben wurde. Insgesamt kamen so 4.211.500 Euro von rund 4.500 Zeichnern zusammen. Das Geld sollte für fünf Jahre fest mit sechs Prozent pro Jahr verzinst und im August 2013 zu 100 Prozent zurückgezahlt werden. Da die Alemannia aber Ende 2012 Insolvenz anmeldete, war die Anleihe praktisch ein Totalverlust. Letztlich wurden den Anlegern aus der Insolvenzmasse weniger als 4 % der Nennwerte zurückgezahlt.
Außerdem vertreibt der Verein seit einigen Jahren diverse Fanartikel und eine eigene Kleidungskollektion, die den Stadionnamen Tivoli tragen.
Eine weitere Besonderheit im Hinblick auf den Stadionnamen und dessen Vermarktung ist die Tatsache, dass die Spielertrikots seit der Saison 2009/10 hinten auf dem Kragen ebenfalls den Stadionnamen Tivoli tragen. Dies hat die DFL ausschließlich auf Grund der Bedeutung des Stadionnamens für den Verein und seine Anhänger genehmigt.
Aufgrund einer weiteren drohenden Insolvenz kündigte der Vorstand im Januar 2017 an, nach Sponsoren für das Namensrecht am Tivoli Ausschau zu halten.
Im April 2023 gab der Verein bekannt, dass der Tivoli in Absprache mit der Aachener Stadionbeteiligungsgesellschaft (ASB) in Tivoli Merkur umbenannt werden soll. Durch den Abschluss des Vertrags würde Alemannia Aachen durch die ASB über einen Zeitraum von drei Jahren die Stadionmiete erlassen. Die Merkur Spielbanken NRW sollte Namensgeber werden und ist gleichzeitig Betreiber der Spielbank Aachen, die im Tivoli beheimatet ist. Bis zum Dezember 2023 gab es jedoch keine Vertragsunterzeichnung. In einem Interview bei 100’5 Das Hitradio sagte der Geschäftsführer Sascha Eller von Alemannia Aachen, es gebe unterschiedliche Auffassungen. Unter diesen Umständen werde man nicht zusammenkommen. Es gibt Forderungen von Merkur, auf welche der Fußballverein keinen Einfluss nehmen könnte. Zum Beispiel veränderte Hinweisschilder auf den Autobahnen und an Bushaltestellen.

## Verkauf des Tivoli
Das neue Stadion wurde schnell zum „Millionengrab“, da die Heimstärke der Alemannia auf dem alten Tivoli im neuen Stadion nicht aufrechterhalten werden konnte. Aufgrund der zwei Insolvenzverfahren, der zwei sportlichen Abstiege und den hohen laufenden Kosten wurde für die Saison 2013/14 erwogen, ins Karl-Knipprath-Stadion des SC Jülich umzuziehen. Diese Spielstätte war jedoch stark sanierungsbedürftig und fasste lediglich 6.500 Zuschauer. Zudem wären zahlreiche Umbaumaßnahmen zur Herstellung der Regionalligatauglichkeit vonnöten gewesen, sodass der Plan nicht umgesetzt wurde.
Seit 2013 suchte die Stadt Aachen einen Käufer oder Investor für den Tivoli, da der 50-Millionen-Euro-Bau jährlich etwa 2 Millionen Euro kostet.
Am 28. Januar 2015 kaufte die Stadt das vereinseigene Stadion für den symbolischen Preis von einem Euro. Alemannia zahlt die Stadionmiete ab sofort an die Aachener Stadion Beteiligungsgesellschaft mbH. Die Stadt muss die Betriebskosten, Zins und Tilgung tragen. Alemannia Aachen zahlt in der Regionalliga West eine Miete in Höhe von 150.000 Euro. In der 3. Liga würden 300.000 Euro fällig, im ersten Zweitligajahr 800.000 Euro, ab dem zweiten Zweitligajahr 1,3 Millionen und in der Bundesliga 2,8 Millionen pro Jahr. Ab dem zweiten Zweitligajahr erhielte die Stadt fünf Prozent der Erlöse, die 400.000 Euro überschreiten, und ab dem Aufstieg in die 2. Bundesliga fünf Prozent der Fernseheinnahmen sowie 30 Prozent der Transferüberschüsse. Die Alemannia spielte von 2013 bis 2024 durchgängig in der Regionalliga und stieg zur Saison 2024/25 in die 3. Liga auf.

## Kunstrasenplatz „Alkmaar“

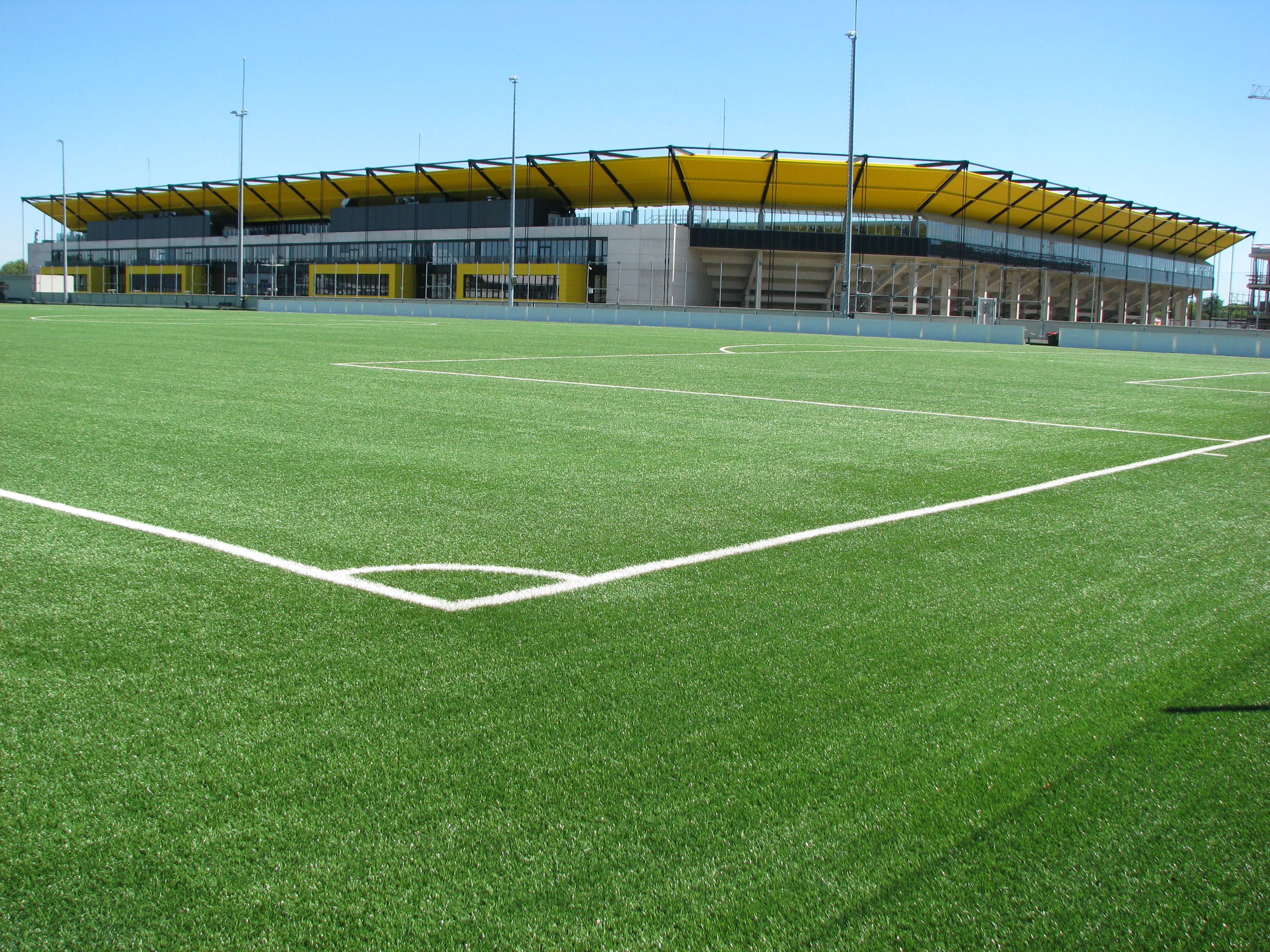
Kunstrasenplatz „Alkmaar“

Neben dem Tivoli gibt es auf dem Parkhausdach des Parkhaus Tivoli eine zweite Spielstätte, den Kunstrasenplatz „Alkmaar“. Die Kapazität beträgt schätzungsweise 500 Zuschauer auf einer ebenerdigen Längsseite; es ist kein Ausbau, jedoch eine Flutlichtanlage vorhanden. Dieser Platz wurde im Juli 2011 eingeweiht. Derzeit nutzt die zweite Mannschaft der Alemannia, die in der Kreisliga B spielt, diesen Platz als Heimspielstätte.

## Vermarktung
Seit 2014 werden die Veranstaltungsräume im Aachener Tivoli vom Eurogress Aachen vermarktet. Die Räumlichkeiten im Tivoli Business Bereich eignen sich für gesellschaftliche Veranstaltungen, Tagungen und Seminare. Die erforderliche Tagungstechnik wurde vom Eurogress Aachen in die vorhandenen Räumlichkeiten fest eingebaut.

## Spielbank Aachen
Am 11. Juni 2015 ist die Spielbank Aachen aus dem neuen Kurhaus in die Räumlichkeiten des Tivoli umgezogen. Angedacht war eine Umsiedlung in den Eurogress oder zurück ins Neue Kurhaus zu einem späteren Zeitpunkt. 2018 wurde das Casino von der Verpflichtung entbunden, nach der Sanierung wieder in das Neue Kurhaus einzuziehen. Somit wird die Spielbank auch weiterhin in den Räumlichkeiten des Tivoli gastieren.

## Großveranstaltungen
Die Aachener Stadion Beteiligungsgesellschaft mbH hat im Jahre 2015 die Durchführung von Veranstaltungen im Stadioninnenraum prüfen lassen, um Großveranstaltungen in Form von Konzerten und ähnlichen Events stattfinden lassen zu können. Es soll eine Multifunktionalität des Stadions und eine Nutzungssteigerung erreicht werden. Schon im gleichen Jahr konnte das beliebte Konzept des Open-Air-Kinos im Stadion wiederholt stattfinden.
Erste größere Konzerte mit einer geplanten Zuschaueranzahl von 20.000 Zuschauern sollten ursprünglich ab dem Jahr 2017 ausgetragen werden. Im April 2016 wurde bekannt, dass bei regelmäßig wiederkehrenden gutachterlichen Überprüfungen im Stadion Mängel in der Sicherheitstechnik aufgefallen sind.